# Роттероде
Роттероде (нем. Rotterode) — община в Германии, в земле Тюрингия. 
Входит в состав района Шмалькальден-Майнинген. Подчиняется управлению Хазельгрунд.  Население составляет 783 человека (на 31 декабря 2010 года). Занимает площадь 6,74 км².